# Caractère
Caractère je druhé studiové album francouzské zpěvačky Joyce Jonathan, které vyšlo dne 10. června 2013.

## Seznam skladeb
| Pořadí | Název                               | Autor                         | Délka |
| ------ | ----------------------------------- | ----------------------------- | ----- |
| 1.     | La Diluvienne                       | Tom Graffin, Joyce Jonathan   | 3:26  |
| 2.     | Ça ira                              | Joyce Jonathan, Fabien Nataf  | 3:44  |
| 3.     | Quand tu me prends la main          | Joyce Jonathan                | 2:43  |
| 4.     | Sans patience                       | Joyce Jonathan                | 3:14  |
| 5.     | Si seulement tout était écrit       | Tom Graffin, Joyce Jonathan   | 3:32  |
| 6.     | Caractère                           | Joyce Jonathan                | 4:06  |
| 7.     | Jardin zen                          | Tom Graffin                   | 3:01  |
| 8.     | Depuis                              | Joyce Jonathan                | 3:11  |
| 9.     | Botero                              | Assane Attyé, Laurent Lamarca | 2:37  |
| 10.    | Vivre avec                          | Joyce Jonathan                | 3:18  |
| 11.    | Passage oublié                      | Joyce Jonathan                | 2:53  |
| 12.    | Chambre 140 (bonusová skrytá píseň) |                               |       |

## Ocenění a prodejnost
| Země    | Nejvyšší umístění | Prodeje         | Ocenění              |
| ------- | ----------------- | --------------- | -------------------- |
| Francie | 16                | Francie: 67 000 | Francie: zlatá deska |
| Belgie  | 29                |                 |                      |